# Zéro de conduite
Zéro de conduite: Jeunes diables au collège is een Franse film uit 1933 van Jean Vigo. Vrij vertaald betekent de titel 'Slecht gedrag: jonge duivels op school'.
De film vertelt het verhaal van een aantal jongens die in opstand komen tegen het bekrompen en autoritaire gezag van een kostschool. 
Het verhaal is geïnspireerd op Vigo's eigen onaangename ervaringen in kostscholen. De film werd in Frankrijk een tijdlang verboden vanwege de anti-autoritaire, anarchistische boodschap. Pas in 1945 werd de film vrijgegeven en in de filmwereld onthaald als een mijlpaal in de geschiedenis van de cinema. De film zou veel cineasten, zoals François Truffaut (Les 400 coups) en Lindsay Anderson (If ...), beïnvloeden. 
In 2017 werd de film gerestaureerd op basis van een kopie die bewaard werd in de Cineteca Italiana in Milaan.

## Rolverdeling
| Acteur              | Personage                      | Vernoemd als            |
| ------------------- | ------------------------------ | ----------------------- |
| Gérard de Bédarieux | Tabard                         |                         |
| Louis Lefebvre      | Caussat                        |                         |
| Gilbert Pruchon     | Colin                          |                         |
| Coco Golstein       | Bruel                          |                         |
| Jean Dasté          | Surveillant Huguet             |                         |
| Robert le Flon      | Surveillant Pète-Sec           |                         |
| Du Verron           | Surveillant-Général Bec-de-Gaz | du Verron               |
| Delphin             | Principal du Collège           |                         |
| Léon Larive         | Professeur                     | Larive                  |
| Madame Émile        | Mère Haricot                   | Mme. Emile              |
| Louis de Gonzague   | Préfet                         | Louis de Gonzague-Frick |
| Raphaël Diligent    | Pompier                        | Rafa Diligent           |